# Johann Ludwig von Ingersleben

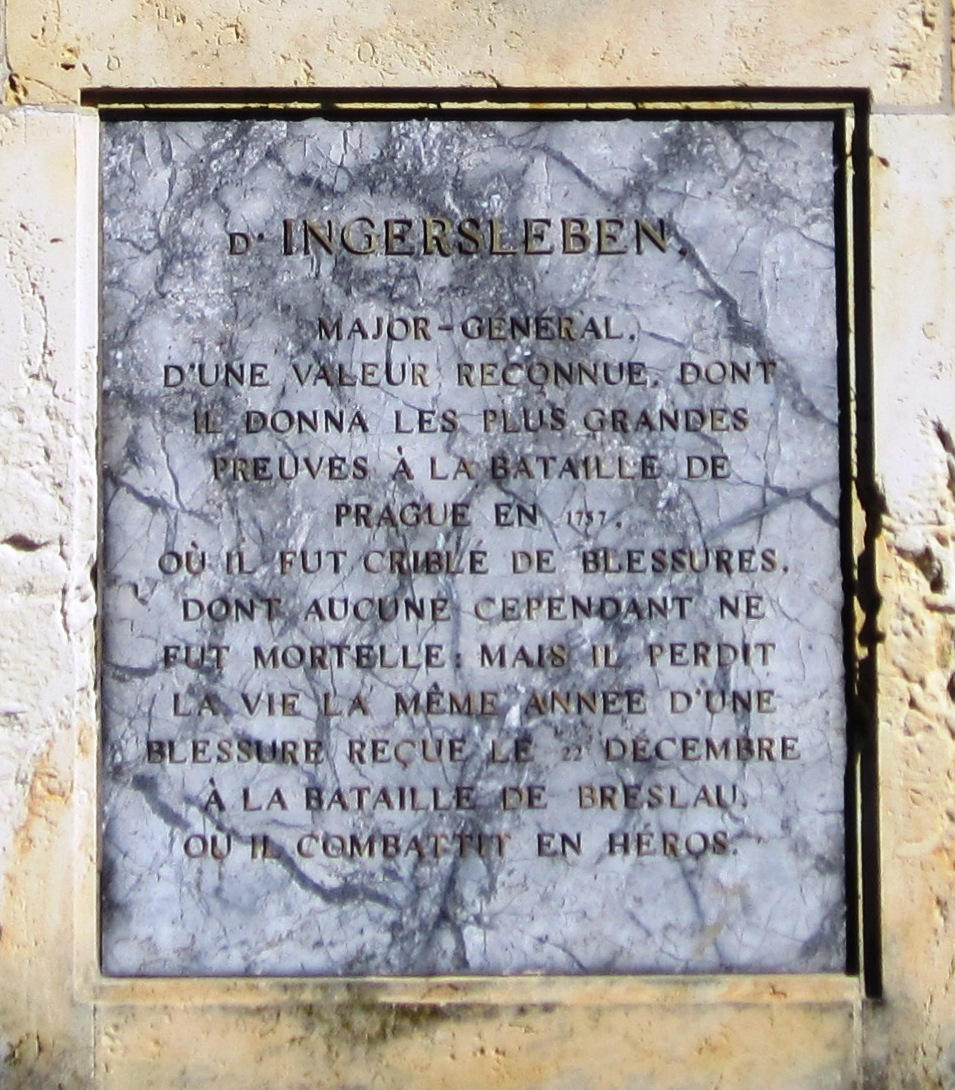
Gedenktafel für Ingersleben am Obelisken in Rheinsberg

Johann Ludwig von Ingersleben (* 16. Oktober 1703 in Lippehne; † 22. November 1757 bei Breslau) war ein preußischer Generalmajor. Er gehörte zur engeren Umgebung Friedrichs des Großen.

## Leben

### Herkunft
Er stammte aus dem Adelsgeschlecht von Ingersleben. Sein Vater Kaspar Heinrich von Ingersleben (* 29. Januar 1672; † 10. Januar 1739) war Oberforstmeister im Mansfeldischen und Inhaber des Ordens De la Générosité. Die Mutter war Wilhelmine von Lautensack (* 14. Mai 1685 in Braunschweig). Sein Bruder war der Oberst Rudolf August von Ingersleben.

### Militärkarriere
Zunächst von Hauslehrern erzogen, besuchte Johann Ludwig von 1718 bis 1721 das Pädagogium in Halle. Er trat 1722 als Gefreiterkorporal in das Infanterieregiment „Anhalt-Dessau“ der Preußischen Armee ein, von wo aus er, befördert zum Fähnrich, 1723 auf Wunsch König Friedrich Wilhelms I. zu seinen „Langen Kerls“ – dem Königsregiment in Potsdam – übertrat. Seit 1726 Sekondeleutnant, gehörte Ingersleben zum persönlichen Umgang des Kronprinzen Friedrich in der Residenz und war 1730 in dessen Fluchtplan verwickelt. Er kam vor das Kriegsgericht in Köpenick, das ihn zu sechs Monaten Festungshaft verurteilte. Friedrich Wilhelm, der ihn mochte, erließ ihm die Strafe und schrieb ihm, „er solle sich dies zur Warnung dienen lassen“. Der König zog Ingersleben zu sich heran und sandte ihn als Werbeoffizier in die Niederlande und ins Reich. Nach dem Tod des Vaters verlieh er Ingersleben 1739 dessen Orden De la Générosité.
Nach der Thronbesteigung Friedrichs II. am 31. Mai 1740 durchlief Ingersleben, demgegenüber Friedrich die freundschaftliche Haltung bewahrt hatte, noch im selben Jahr im I. Bataillon des Regiments Garde eine Karriere vom Premierleutnant bis zum Kompaniechef und Kapitän. Außerdem erhielt er die Stelle eines Amtshauptmanns von Kolberg. Als Offizier des Bataillons Garde gehörte Ingersleben nun zur ständigen Begleitung das Königs, auch auf dessen Reisen. Gelegentlich beorderte Friedrich ihn mit Sonderaufträgen ins Reich. Im Ersten Schlesischen Krieg kämpfte Ingersleben in der Schlacht bei Mollwitz und zeichnete sich im Zweiten Schlesischen Krieg verschiedentlich aus. Im Jahr 1747 beförderte ihn der König zum Oberst von der Armee. Er ernannte ihn 1754 zum Chef des Feldjägerkorps und zum Hofjägermeister. Ein Jahr später stieg er im I. Bataillon Garde zum Oberst und Kommandeur auf und wurde im Mai 1756 Generalmajor mit einer Zulage von jährlich 1200 Talern.
Im Siebenjährigen Krieg nahm Ingersleben als Truppenführer an der Belagerung bei Pirna und der Schlacht bei Lobositz teil und war drei Monate lang Kommandant von Dresden. Ab Dezember 1756 gewährte ihm der König eine zusätzliche Pension von 500 Talern. In der Schlacht bei Prag wurde er durch den Körper geschossen. In der Schlacht bei Kolin traf ein Schuss seine Geldbörse und ein weiterer seinen Fuß. Am 22. November 1757 wurde er in der Schlacht bei Breslau schwer verwundet und starb an einer Beinamputation am 27. November 1757.
Er war Ritter des Ordens Pour le Mérite. Prinz Heinrich von Preußen widmete ihm eine Gedenktafel auf seinem Rheinsberger Obelisken.

### Familie
Er heiratete am 11. Juli 1742 Charlotte Dorothea von Herold (* 4. September 1712; † 1777), verwitwete von Platen, Tochter des Geheimen Finanzrates Christian von Herold. Mit ihr hatte er zwei Söhne und vier Töchter:
- Christina Wilhelmine (* 3. September 1745) ⚭ Hans Friedrich von Krusemarck (1720–1775)
- Friedrich Wilhelm Heinrich Ferdinand (1746–1814), preußischer Oberst, der wegen der Übergabe der Festung Küstrin 1807 in absentia zum Tode verurteilt wurde.[2]

⚭ N.N. von Brösigke († 1796)
⚭ N.N. von Massow

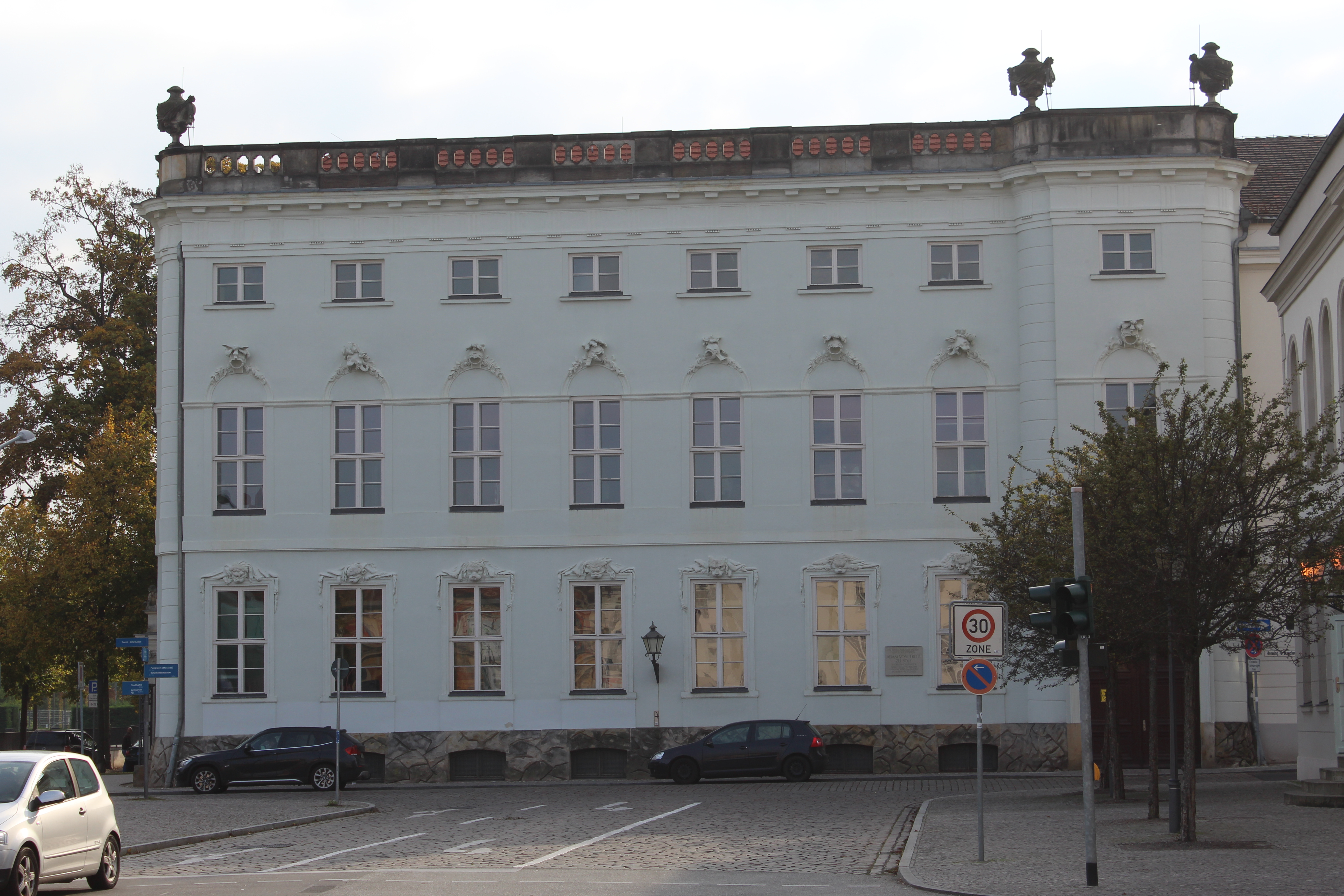
Georg Wenzeslaus von Knobelsdorff, 1752, Henning-von-Tresckowstrasse 13 – Potsdam

- Charlotte Luise Wilhelmine (* 11. April 1749; † 13. Mai 1831) ⚭ 26. August 1769 Hans Friedrich Heinrich von Borstell (1730–1804)
- Karl Heinrich Ludwig (1753–1831), preußischer Oberst ⚭ Ulrika Albertine Sophia Ottilie Adamine von Brause (* 23. März 1765; † 28. April 1846) (Tochter von Karl Wilhelm von Brause)
- Amalia Albertine Wilhelmine (* 24. Januar 1755; † 6. Juli 1796) ⚭ 1772 (Scheidung 1783) Friedrich Ludwig II. Graf Truchsess zu Waldburg (1741–1807), preußischer Kammerherr

1752 erbaute ihm Georg Wenzeslaus von Knobelsdorff im Auftrag Friedrichs II. das Haus Priesterstraße, heute Henning von Henning-von-Tresckow-Straße, 13.